# پارادوکس (نرم‌افزار)
پاراداکس پایگاه داده‌ای رابطه‌ای است که از سوی شرکت کورل معرفی شد. این سیستم در آغاز برای سیستم عامل داس تولید شده بود اما ویرایش تحت ویندوز آن توسط شرکت بورلند در سال ۱۹۹۲ نیز ارائه شد.

## پاراداکس برای داس
پاراداکس برای سیستم‌عامل‌های داس در اصل توسط Ansa-Software منتشر شد. در سپتامبر سال ۱۹۸۷ شرکت Borland، Ansa-Software که شامل برنامه Paradox/DOS ۲٫۰ بود را خریداری نمود. ویرایش‌های ۳٫۵ و ۴٫۵ از بهترین‌های این برنامه به شمار می‌رفت. ویرایش‌های ۳٫۵ به بالا تحول بسیار زیادی نسبت به اولین ویرایش آن پیدا کرده بود. ویرایش‌های ۴٫۰ و ۴٫۵ از ابزارهای Borland C++ و حافظه توسعه یافته‌استفاده می‌کردند. Paradox/Dos در اواخر دهه ۸۰ و اوایل دهه ۹۰ پایگاه داده مهمی به شمار می‌رفت. هم‌زمان با آن dbase و خانواده xBase (Foxpro، dbFast، زبان برنامه‌نویسی Clipper، dbXL) بخش قابل توجهی از بازار را احاطه کرده بودند. از رقبای قابل ذکر دیگر می‌توان از Clarion، Alpha Five، DataEase، R:Base، Dataflex نام برد.

## پاراداکس برای ویندوز
این محصول به‌طور آشکار محصول متفاوتی بود که توسط برنامه نویسان جدیدی تولید شد. شرکت بورلند در این زمان جهت اثبات اهمیت و ارزش برنامه نویسی شی گرا دچار دردسر شده بود، این شرکت با طراحی Paradox/Windows و dBase/Windows، تمایل به یکی کردن موتورهای پایگاه داده آن‌ها که IDAPI نامیده شد، داشت. این تغییر تفکر باعث شد تا شرکت مایکروسافت Microsoft Accessرا وارد بازار کند. این نرم‌افزار با هزینه کمتر همراه با خانواده محصولات آفیس مثل Word، اکسل و مایکروسافت پاورپوینت ارائه شد.

## Corel Paradox
Corel با اصلاحاتی همراه شد. در سال ۱۹۹۷، Corel Paradox ۸ وارد بازارکرد. ویرایش حرفه‌ای آن که همچون نرم‌افزار واژه پردازی WordPerfect بود، در یک بسته نرم‌افزاری واحد ارائه شد. تا کنون ویرایش‌های ۹، ۱۰، ۱۱، ۱۲ و جدیدترین آن یعنی X۳ منتشر شده‌است.

## کاربران پاراداکس
پایگاه‌های کاربری قدرتمندی برای Corel وجود دارد که اصلی‌ترین آن انجمن Corel و گروه خبری وابسته به آن می‌باشد. احساسات مایوس کننده‌ای برای Borland و Corel وجود دارد، چرا که این دو شرکت معتقد هستند که Paradox برترین سیستم مدیریت پایگاه داده ای است. زبان برنامه‌نویسی برایParadox/Windows نتوانسته است اسکریپت‌های PAL/DOS را به خوبی تبدیل کند. نمونه‌های اشیا و رویدادها به‌طور کاملاً متفاوتی طراحان را مجبور به استفاده از PAL برای بازنویسی کامل کاربردهای پایگاه داده می نماید.